# Дом консула Роте
Дом консула Роте (иначе — дом Дагермана) — жилое здание с помещениями коммерческого назначения, построенное в 1897—1900 годах в Выборге по проекту архитектора В. Аспелина и впоследствии приспособленное под размещение образовательных учреждений. Расположенный на углу улиц Южный Вал и Выборгской в центре города Выборга трёхэтажный дом в духе неоготики с элементами неороманского стиля включён в перечень памятников архитектуры.

## История
В конце XIX века, после того, как в соответствии с разработанным в 1861 году выборгским губернским землемером Б. О. Нюмальмом планом были снесены устаревшие укрепления Каменного города и Рогатой крепости, память о которых сохранилась в названиях улиц Северный Вал и Южный Вал, возникла необходимость в формировании привлекательного морского фасада средневековых городских кварталов Выборга путём застройки этих прибрежных улиц. В решении этой задачи деятельное участие приняли выборгские зодчие Б. Бломквист и Э. Диппель, выступившие авторами проектов нескольких зданий, оформленных с использованием элементов разных архитектурных стилей средневековой Европы с заметным влиянием романтических традиций неоготической и неоренессансной архитектуры (таких, как Выборгская ратуша, здание таможни и пакгауза Выборгского морского порта, дом Векрута, дом Вольфа и дом АО «Торкель»). С ними гармонично сочетается дом, спроектированный в 1897 году по соседству с этими постройками гельсингфорсским архитектором Вальдемаром Аспелином по заказу консула Германии в Выборге Эмиля Пауля Артура Роте (1860—1909), одного из самых состоятельных горожан, главы семейной компании «Carl Rothe & Co», действовавшей с 1825 по 1904 год.

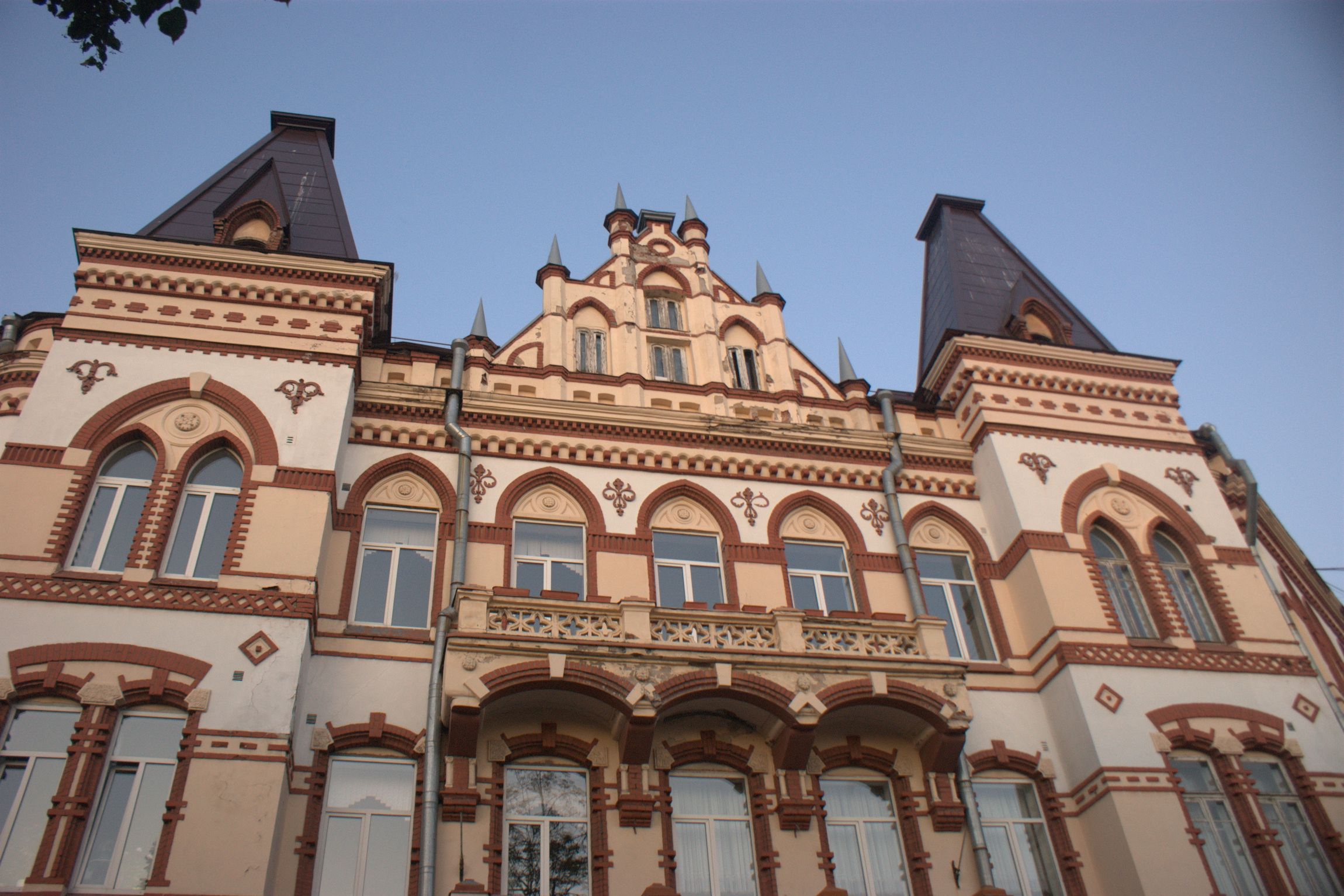
Верхние этажи

Строительство развернулось на угловом участке, приобретённом в 1875 году коммерции советником Вильгельмом Роте, представителем известного выборгского рода купцов и меценатов, основанного Карлом Генрихом Роте, переселившимся в начале XIX века из Любека. Когда-то на этом участке располагалась богато декорированная башня Тайных ворот (иначе — башня Хакона) с высоким зубчатым щипцом. Это и послужило исторической основой для проекта обращённого к заливу нарядного фасада дома в неоготическом стиле на улице Южный Вал. Здание, занявшее важное место в морской панораме Выборга, выделяется ярким симметричным фасадом, ступенчатым фронтоном и пирамидальной кровлей угловых эркеров. Главный фасад, недалеко от которого расположен причал, длительное время использовавшийся прибывавшими в Выборг морским путём знатными особами, выделен романским фронтоном с декоративными остроконечными башенками и двумя уровнями парных стрельчатых окон. Заметную роль в оформлении фасада играют два массивных балкона второго и третьего этажей, отводившихся под жильё. Важные элементы фасадного декора — анкеры из кованого железа и лепные украшения окон и балконов. Первый этаж предназначался под конторские помещения. А помещения хозяйственного и коммерческого назначения располагались в дворовом крыле: склады и магазины, оборудованные электрическим лифтом, а также конюшня, каретник и пекарня.
Эмиль Роте, не отличавшийся крепким здоровьем, прожил недолго. После его смерти помещения сдавались различным организациям, в том числе занимавшимся внешнеторговой деятельностью. В частности, до начала советско-финских войн (1939—1944) в здании размещались консульства Германии и Дании. После закрытия компании «Carl Rothe & Co» в 1904 году управляющим недвижимым имуществом семьи Роте стал Густав Виктор Дагерман (1835-1912), трудившийся в семейной фирме с 1856 года. В связи с этим здание в некоторых источниках именуется домом Дагермана. 
Консульский дом, в отличие от многих соседних зданий (таких, как Старый кафедральный собор), пережил военные действия со сравнительно малозначительными повреждениями. В послевоенное время его приспособили под нужды образовательных учреждений: с 1959 года в нём располагалась школа рабочей молодежи (вечерняя школа № 1), а с 1988 года — педагогическое училище, позднее преобразованное в Выборгский филиал Ленинградского государственного университета имени А. С. Пушкина. В целом первоначальный внешний облик фасада сохранился, однако в ходе послевоенного ремонта была заложена сквозная арка, которая вела во двор со стороны Выборгской улицы.